# Sørøya
Sørøya (nordsamiska: Sállan) är en ö i Hammerfests och Hasviks kommuner i Finnmark fylke i norra Norge. Ön är belägen väster om staden Hammerfest. Den har en yta på 811,4 km² och 1 092 invånare (2012). Sørøya är Finnmarks största och Norges fjärde största ö (utom Svalbard). Den är också (ej medräknat Svalbard) den största ön i Norge utan bro- eller tunnelförbindelse med fastlandet.
Kusten är kraftigt uppskuren av en räcka fjordar, som vanligen är öppnare och skär längre in på nordsidan. Landskapet är bergigt och når 653 m ö.h. i söder (Vatnafjellet, även kallat Komagaksla). I väst ligger tätorterna och fiskelägena Hasvik, Breivikbotn och Sørvær. På östra sidan är bosättningen mer spridd. Öns kommunikationer består av bilfärjan Hasvik–Øksfjord (Fylkesväg 882). Bebyggelsen i öster har lokalbåtförbindelse med staden Hammerfest. Flygplats finns i Hasvik.
Arkeologiskt kan nämnas att i söder har återfunnits värdefulla fynd av husgrunder och gravar från stenåldern. Ett hällristningsfält finns vid Slettnes vid Sørøysundet.
| Båtar i hamnen i Sørvær (vänstra fotot 2013 och högra 2015). |  | Båtar i hamnen i Sørvær (vänstra fotot 2013 och högra 2015). |
| Båtar i hamnen i Sørvær (vänstra fotot 2013 och högra 2015). |  |                                                              |